# Batman ’89
Batman ’89 (с англ. — «Бэтмен ’89») — ограниченная серия супергеройских комиксов, выпущенная издательством DC Comics. Является альтернативным продолжением фильмов Тима Бёртона «Бэтмен» (1989) и «Бэтмен возвращается» (1992), где главную роль исполнил Майкл Китон, тогда как события последующих фильмов, снятых Джоэлом Шумахером, — «Бэтмен навсегда» (1995) и «Бэтмен и Робин» (1997), — игнорируются. Серия написана Сэмом Хэммом — сценаристом картины 1989 года. Художником выступил Джо Квинонс.
Первый том состоит из шести выпусков, публиковавшихся в период с 10 августа 2021 по 5 июля 2022 года. Второй том, Batman ’89: Echoes (с англ. — «Бэтмен ’89: Эхо»), вышел 28 ноября 2023 года.

## Синопсис
По сюжету Batman ’89 в Готэме началась война банды преступников, принявших образ Джокера, с группой линчевателей в костюмах Бэтмена. В это же время окружной прокурор Харви Дент, который в результате несчастного случая превращается в Двуликого, крадёт некие документы из Департамента полиции Готэма и убивает босса мафии Кармайна Фальконе, а настоящий Бэтмен, Женщина-кошка и Дрейк Уинстон, принявший мантию Робина, пытаются его остановить.
Batman ’89: Echoes освещает события, развернувшиеся спустя два года после финала первого тома — вслед за смертью Дента Бэтмен бесследно исчезает, и за искоренение преступности в Готэме берутся городские жители. Не в силах совладать с криминалом, горожане гибнут буквально направо и налево. Когда преступность в Готэме достигает критического уровня, Барбара Гордон отправляется на поиски исчезнувшего Тёмного рыцаря.

## Создание
В 2015 году, после успеха серии комиксов Batman ’66, художники Джо Квинонс и Кейт Лет провели питчинг издательству DC Comics, предложив создать серию комиксов о Бэтмене, действие которой разворачивается во вселенной экранизаций Тима Бёртона. Он также продемонстрировал общественности концепт-арт, который сделал для питчинга. Действие серии, по задумке, должно было происходить после событий фильма «Бэтмен возвращается» 1992 года. «Мы бы увидели возвращение Селины Кайл / Женщины-кошки, а также версии Робина [чья внешность скопирована с актёра Марлона Уэйанса], Барбары Гордон [чья внешность скопирована с актрисы Вайноны Райдер], Харли Квинн и Ядовитого Плюща [внешность последней скопирована с актрисы Джины Дэвис] из „вселенной Бёртона“. Кроме того, здесь произошло бы превращение Харви Дента Билли Ди Уильямса в Двуликого», — говорил Квинонс. Изначально DC отклонило его идею. В 2019 году главный креативный директор и издатель DC Джим Ли заявил, что уже на протяжении многих лет получает предложения от ряда художников и писателей, желающих создать комикс, действие которого развернулось бы во «вселенной Бёртона»; в то же время Ли не исключал возможность воплощения данной задумки в будущем.
В феврале 2021 года DC объявило о выходе комикс-продолжения фильма «Бэтмен возвращается» под названием Batman ’89, который игнорирует события последующих картин «Бэтмен навсегда» (1995) и «Бэтмен и Робин» (1997), созданных без участия Майкла Китона и Бёртона. Сценаристом серии выступил Сэм Хэмм, а художником — Джо Квинонс. Центральными персонажами стали Женщина-кошка (Мишель Пфайффер), новая версия Робина по имени Дрейк Уинстон (внешность которого скопирована с Марлона Уэйанса, который был первоначально назначен на эту роль в фильмах Бёртона) и трансформированный в Двуликого Харви Дент Билли Ди Уильямса.
В ответ на вопрос о том, относятся ли фильмы Джоэла Шумахера о Бэтмене к миру Batman ’89, Сэм Хэмм сообщил, что действие экранизаций Шумахера происходит в альтернативной вселенной под названием «Земля-97», в то время как Batman ’89 — во вселенной «Земля-89». В «Твиттере» Джо Квинонс сказал, что сюжет линейки охватывает «середину девяностых годов».
В первом выпуске комикса Dark Crisis: Big Bang (декабрь 2022) от Марка Уэйда и Дэна Юргенса издательство DC Comics официально объявило, что действие Batman ’89 происходит на «Земле-789», объединившей мир фильмов и комиксов о Бэтмене Тима Бёртона со вселенной картин Ричарда Доннера «Супермен» (1978) и «Супермен 2» (1980) и их комикс-продолжения Superman ’78, которое аналогичным образом не учитывает сюжет картин «Супермен 3» (1983), «Супердевушка» (1984), «Супермен 4: В поисках мира» (1987) и «Возвращение Супермена» (2006).
17 августа 2023 года DC Comics анонсировало второй том — Batman ’89: Echoes. Первый выпуск увидел свет 28 ноября 2023 года. Сэм Хэмм вновь написал сценарий, а Джо Квинонс подготовил рисунки. Главными антагонистами выступили Пугало (чья внешность скопирована с актёра Джеффа Голдблюма) и Харли Квинн (чья внешность скопирована с певицы Мадонны); данные персонажи должны были появиться в нереализованном пятом фильме киносерии Бёртона и Шумахера — «Бэтмен освобождённый».

## Публикации
| Том        | Выпуск | Заголовок               | Дата издания     | Ист.   |
| ---------- | ------ | ----------------------- | ---------------- | ------ |
| Batman ’89 | № 1    | «Тени, глава первая»    | 10 августа 2021  | [ 19 ] |
| Batman ’89 | № 2    | «Тени, глава вторая»    | 14 сентября 2021 | [ 20 ] |
| Batman ’89 | № 3    | «Тени, глава третья»    | 12 октября 2021  | [ 21 ] |
| Batman ’89 | № 4    | «Тени, глава четвёртая» | 7 декабря 2021   | [ 22 ] |
| Batman ’89 | № 5    | «Тени, глава пятая»     | 12 апреля 2022   | [ 23 ] |
| Batman ’89 | № 6    | «Тени, финал»           | 5 июля 2022      | [ 24 ] |

| Том                | Выпуск | Заголовок              | Дата издания     | Ист.   |
| ------------------ | ------ | ---------------------- | ---------------- | ------ |
| Batman ’89: Echoes | № 1    | «Эхо, глава первая»    | 28 ноября 2023   | [ 25 ] |
| Batman ’89: Echoes | № 2    | «Эхо, глава вторая»    | 19 марта 2024    | [ 26 ] |
| Batman ’89: Echoes | № 3    | «Эхо, глава третья»    | 10 июля 2024     | [ 27 ] |
| Batman ’89: Echoes | № 4    | «Эхо, глава четвёртая» | 11 сентября 2024 | [ 28 ] |
| Batman ’89: Echoes | № 5    | «Эхо, глава пятая»     | 18 декабря 2024  | [ 29 ] |
| Batman ’89: Echoes | № 6    | —                      | 14 мая 2025      | [ 30 ] |

### Коллекционные издания
- В твёрдом переплёте (ISBN 1779512686), DC Comics, 2022.

## Отзывы
Batman ’89 был высоко оценён критиками и получил среднюю оценку в 8 баллов на сайте-агрегаторе ComicBookRoundup на основе 102 рецензий. Мэтью Джексон из Syfy Wire написал: «Это больше, чем дань уважения. Это смелое переосмысление и убийственное мастерство построения мира со стороны Хэмма, дополненное безупречным рисунком Квинонса». Туссен Иган из Polygon высоко оценил «многогранное изображение цветных людей». Джон Сааведра из Den of Geek сказал: «Первый выпуск — это многообещающее начало для современного переосмысления Вселенной Бёртона». Bleeding Cool назвал серию «безупречной», оценив её в 8,5 баллов из 10; она также возглавила список бестселлеров сайта. По мнению новостного портала Screen Rant, Batman ’89 доказал, что выбор Томми Ли Джонса на роль Двуликого в фильме «Бэтмен навсегда» был «ошибкой».
Batman ’89: Echoes также удостоился положительных отзывов со стороны рецензентов. «Если первый том Batman ’89 можно считать „любовным письмом“ к оригинальным фильмам, то этот — эволюция», — написал Тим Руни из Comic Book Resources. Чейз Магнетт из ComicBook.com вручил первому выпуску четыре звезды из пяти, резюмировав: «Чёткая рисовка и обрамление Квинонса, а также сине-фиолетовая цветовая гамма Ито пропитывают каждую страницу этого номера. Вместе с неожиданным финалом Batman ’89: Echoes — это захватывающее возвращение любимой фанатами эпохи».